# موسباخ، اتریش
موسباخ  (به آلمانی: Moosbach) یک منطقهٔ مسکونی در اتریش است که در برونو آم این واقع شده‌است. موسباخ  ۱۹٫۰۵ کیلومتر مربع مساحت دارد ۴۰۳ متر بالاتر از سطح دریا واقع شده‌است.